# Roman Reloaded
"Roman Reloaded" é um dueto musical gravado pela rapper trinidiana-americana Nicki Minaj em parceria com o rapper e produtor Lil Wayne para o segundo álbum de estúdio de Minaj, Pink Friday: Roman Reloaded (2012). É o terceiro single promocional do álbum.
a canção não teve videoclipe oficial sendo apenas um single promocional foi elogiada por criticos de música atingiu o pico 70 na Billboard Hot 100 (a maior parada de singles do mundo) a canção faz parte do álbum Pink Friday: Roman Reloaded a canção tem participação do seu mentor Lil Wayne
A canção foi composta por Nicki Minaj, Lil Wayne, Rico Beats (creditado como Ricardo Lamarre) e Safaree Samuels. Roman Reloaded impactou nas rádios norte-americanas a 6 de Março de 2012, servindo como o segundo single urbano neste território. A gravação foi bem recebida pelos críticos de música, que notaram o retorno de Nicki ao rap mais "hard-core", tendo citado seus primeiros mixtapes. Já outros, elogiaram o versículo e produção de Lil Wayne.

## Formatos
Download digital
1. "Roman Reloaded" (feat. Lil Wayne) – 3:16

## Desempenho nas paradas
| Chart (2012)                         | Melhor posição |
| ------------------------------------ | -------------- |
| Reino Unido (OCC UK R&B)             | 40             |
| US Billboard Hot 100                 | 70             |
| US Hot R&B/Hip-Hop Songs (Billboard) | 63             |

## Histórico de Lançamento

### Promocional
| País  | Data                    | Formato          | Gravadora                   |
| ----- | ----------------------- | ---------------- | --------------------------- |
| Mundo | 24 de Fevereiro de 2012 | Download digital | Universal Music, Cash Money |

### Single
| País           | Data               | Formato     | Gravadora                   |
| -------------- | ------------------ | ----------- | --------------------------- |
| Estados Unidos | 6 de Março de 2012 | Urban radio | Universal Music, Cash Money |